# Miasa wallacei
Miasa wallacei är en insektsart som beskrevs av Frederick Arthur Godfrey Muir 1923. Miasa wallacei ingår i släktet Miasa och familjen Dictyopharidae. Inga underarter finns listade i Catalogue of Life.